# Јан Бројгел Млађи
Јан Бројгел II млађи (хол. Jan Brueghel de Jonge; Антверпен, 13. септембар 1601 — Антверпен, 1. септембар 1678), био је фламански сликар.

## Биографија
Јан Бројгел је рођен као прво дете и најстарији син Јана Бројгела Старијег и Изабеле де Јоде. Крштен је 13. септембра 1601. у катедрали Синт Јорискерк (хол. Sint Joriskerk) у Антверпену. У септембру 1603. када је имао две године умрла му је мајка.
Јан старији се поново оженио септембра 1605. године, овај пут Катарином ван Маријенбург (хол. Katharina van Marienburg) са којом је имао још осморо деце. Међутим, млађи Јан, још као дете није био у добрим односима са маћехом. Јанов отац се у једном писму пожалио свом пријатељу Ерколеу Бијанки (хол. Ercole Bianchi), који је био секретар код кардинала Боромеа (хол. Borromeo), да његов син који се управо налази на пропутовању кроз Италију, у својим писмима још ни једном није споменуо а нити поздравио своју маћеху. Још од ранијих дана у породици Бројгел било је јасно да прворођени мора да настави породичну традицију.
Његов отац Јан старији био је поред Петера Паула Рубенса један од цењенијих сликара раног 17. века.

### Изучавање заната
Са десет година Јан је почно да изучава занат у очевом атељеу. Јан старији је брзо увидео талентованост код свога сина и припремао га је за пут у Италију, што је то у тој сликарској породици било као обавеза. Путовање је било планирано за пролеће 1619. али због обавеза у очевом атељеу било је често одлагано и тек 7. маја 1622. Јан полази у Италији.

## Путовање кроз Италију
У исто време када и Јан креће на пут, кренула је још једна повећа група младића из Антверпена, међу којима је и Филип де Момпер (хол. Philipp de Momper), син познатог сликара Јоса де Момпера (хол. Joos de Momper) и добар пријатељ Јана старијег. Њихов први циљ у Италији био је Милано. Јан у Милано стиже крајем јуна, код очевог пријатеља и мецене кардинала Боромеа, који је и сам био страствени колекционар и љубитељ фламанског сликарства. Циљ ондашњих уметника који су долазили масовно у Италију био је заправо Рим.
У Риму је кардинал Боромео поседовао велику кућу коју је изнајмљивао страним сликарима, а у тој кући је и Јанов отац боравио. У октобру 1622. путује Јан даље за Ђенову где упознаје Антониуса ван Дика (хол. Anthonius van Dyck).
У пролеће 1623, противно очевој и кардиналовој вољи, Јан се укрцава на брод за Сицилију. На том путовању Јан се разбољева и добија високу температуру, па бива принуђен да напусти Сицилију у правцу Малте, јер је на Сицилији владала куга. На Малти му се стање побољшава и он се враћа назад за Палермо априла 1624. Ту проводи пар успешних месеци у друштву са својим пријатељем из млађих дана ван Диком.

### Повратак у Антверпен
Године 1625. добија вест о смрти оца и још три члана уже породице. У року од двадесет дана брата Питера, и две сестре, Изабелу и Марију, покосила је куга. Због сумње да је инфициран кугом Јан проводи 17 дана у лазаретском карантину у Ђенови. Из Ђенове путује за Милано где долази болестан и ту одседа поново код кардинала Боромеа који га успут и лечи. Након оздрављења наставља даље путовање за Торино, где долази болестан и остаје само девет дана. Након малог побољшања здравља, путује даље за Лион и Париз и одатле назад за Антверпен, где долази почетком августа те исте године. Са 24 године Јан млађи постаје глава породице Бројгел.

### Члан удружења
Августа 1625, убрзо након доласка из Италије, постаје члан удружења свих уметника Антверпена „Св. Лукас“, као и његов деда Питер Бројгел старији, и члан „реторичарске коморе“.

## Породица
Године 1626. жени се Маријом Јансенс (Maria Janssens), ћерком сликара Абрахама Јансенса (Abraham Janssens), са којом је имао једанаесторо деце. Од тога, седморица су били синови, а петорица су постали сликари.

### Синови сликари
- Јан Питер старији радио је од 1646. код Дамери (Damery) у Литиху (Lüttich)
- Абрахам, као млад одлази за Италију, где постоје докази да се 1649. налазио у Месини а касније у Риму и Напуљу.
- Амброзијус и Филип, претпоставља се да су са оцем радили у Паризу.
- Јан Баптист млађи који је рођен 1647. одлази код свог брата Абрахама у Напуљ.

### Декан удружења
Од 1630. па до 1631. Јан је био декан удружења „Св. Лукас“. То је период, за који он сам каже да је његово срећно и успешно доба. После тога све је кренуло низбрдо, јер слике које је радио у стилу свога оца нису биле више тражене. Имао је само пар ученика, а код већих наруџбина је морао да узме људе који су радили за дневницу.

### Задњи успеси
Године 1651. добија признање од Аустријског двора, од којег му стижу и наруџбине. Ту му је помогао Давид Тенијерс млађи, који се оженио његовом полусестром Аном Бројгел 22. јула 1637. Његова слава достиже врхунац у априлу 1647. када је унапређен за дворског сликара и конзерватора аустријског надвојводе Леополда Вилхелма.
Јан Бројгел млађи умире 1. септембра 1678. у 77. години живота у својој кући у Антверпену.